# Мови Камеруну
У Камеруні налічується 286 мов. Вони включають в себе 55 афразійських мов, дві ніло-сахарські мови, 4 убангійські мови, та 169 нігеро-конголезьких мов. Ця остання група розділяється на одну сенегамбійську мову (фульфульде), 28 мов Адамава та 142 бенуе-конголезькі мови (130 з них є мовами банту). 
Англійська та французька є офіційними, наслідуваними з колоніального періоду, оскільки Камерун з 1916 по 1960 роки був  колонією як Великої Британії, так і Франції. Країна прагне до двомовності, але насправді дуже мало камерунців водночас розмовляють французькою та англійською мовами, багато хто жодною з них. Уряд створив кілька двомовних шкіл у спробі навчити обом мовам більш рівномірно. Камерун є членом Співдружності націй і Франкофонії одночасно. 
Більшість англомовного населення Північно-Західної і Південно-Західної провінцій говорять на піджин-інгліш, як на лінгва франка. Фульфульде виконує ту ж функцію на півночі, а евондо багато в чому в Центральній, Південній та Східній провінціях. 
Суміш камерунських французької та англійської мов (фр. Camfranglais) - нова форма зв'язку піджину, що виникає в міських районах та інших територіях, де англофони і франкофони зустрічаються і взаємодіють. Популярні співаки використовували цю гібридну мову і додали їй  популярності. 
В освіті для глухих в Камеруні використовується американська жестова мова, яку ввів глухонімий американський місіонер Ендрю Фостер. 
Існує мало літератури, радіо і ТВ-програм на місцевих мовах Камеруну. Тим не менш, більшість камерунських мов мають алфавіт або іншу систему писемності, чимало з яких розроблені групами християнських місіонерів SIL International, які також переклали Біблію, християнські гімни та інші матеріали. Спільний алфавіт для мов Камеруну був розроблений наприкінці 1970-х як орфографічна система для всіх мов Камеруну.
Варто зазначити, що німецька мова, мова раннього колонізатора, поступилася всіма своїми правами двом своїм наступникам, однак, як іноземна мова, німецька все ще користується великою популярністю серед камерунського народу, будучи найпоширенішою та вивченою іноземною мовою в Камеруні сьогодні.